# Giosuè Carducci
Giosuè Alessandro Giuseppe Carducci (født 27. juli 1835 i Pietrasanta, død 16. februar 1907 i Bologna) var en italiensk digter, Giosuè Carducci skrev en lang række digtsamlinger, for hvilke han som den første italiener fik Nobelprisen i litteratur i 1906. Carducci var endvidere en af initiativtagerne til foreningen Societa Dante Alighieri, der virker for at udbrede kendskabet til italiensk kultur og sprog i hele verden.
Giosuè Carducci er kun i meget begrænset omfang oversat til dansk; men to af hans digte kan findes på dansk i antologien "Seklers Røst" fra 1954.